# 옵티머스 프라임

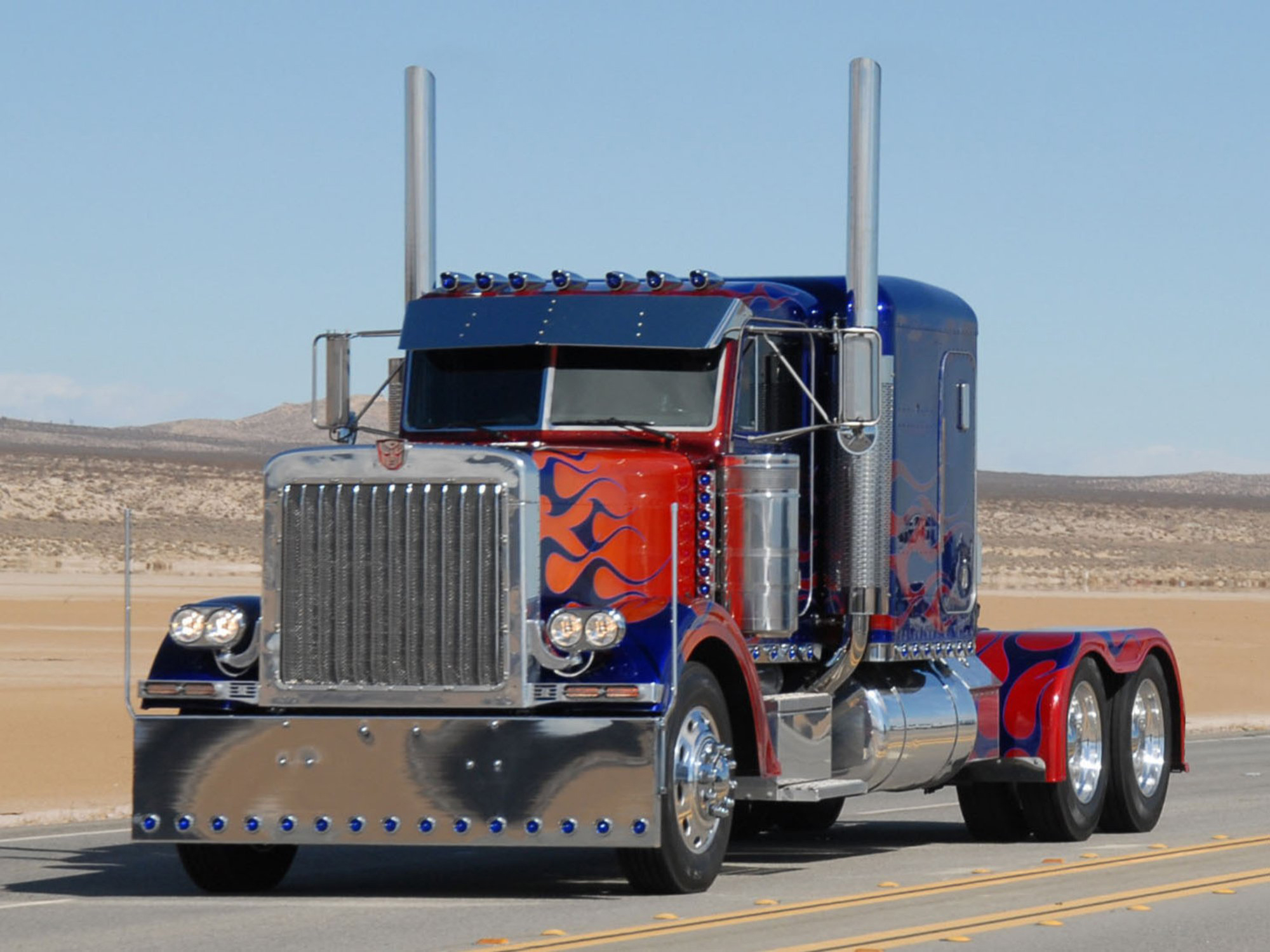
트랜스포머 영화 시리즈의 옵티머스 프라임의 차량모습 모티브인 피터빌트 379(1~3편)

트랜스포머 프랜차이즈에서 등장하는 옵티머스 프라임 (Optimus Prime)은 여러 캐릭터이며 오토봇의 총 사령관이자 리더이다. 다중우주 설정으로 다른 세계관, 다른 트랜스포머 작품의 옵티머스 프라임도 등장하나 다른 인물들이다. 원작 성우로는 피터 컬런으로 알려져있다. 작품마다 메가트론과 숙적 관계이다. 트랜스포머: 최후의 기사에서는 반 사이버트론(쿠인테슨)들에게 세뇌당해 네메시스 프라임이라 불렸고 또한 동료인 범블비를 공격하기도 했다.

## 상세
원작 G1 세계관에서 기원은 오라이온 팍스 (Orion Pax)라는 이름을 가지고 있던 평범한 노동자 로봇이었다. 오라이온 팍스 시절 메가트론에게 살해 당했으나 알파 트라이온의 수리로 오라이온은 옵티머스 프라임으로 재탄생한다. 메가트론을 격퇴하고 알파 트라이온에게 매트릭스 오브 리더 쉽 (Matrix of Leadership)를 수여받는다. G1 애니메이션에서는 아군 에서는 지혜롭지만 적들에게는 정신병자와 같은 폭력적인 대사를 내뱉는 오락가락한 성격 가진 캐릭터이다. 이런것은 개그물이다. 더무비에서는 기본이 되는 성격을 가지게 된다. 실사영화판에서도 마찬가지다.
실사영화 세계관에서 기원에는 프리퀼 코믹스중 과학 부문 학자로 등장한다.
DOTM 프리퀄 코믹스에서는 센티넬 프라임에게 프라임의 후계자로 인정받는다. 
트랜스포머 프라임 세계관인 얼라인드 세계관에서 기원에는 오라이온 팍스가 기록 전당에서 일하는 하급 정보원 사서로 등장한다.
AOE 2014에서는 마지막 프라임이면서 나이츠 일원이였다. 
최후의 기사에서는 옵티머스 프라임이 쿠인테사에게 세뇌를 당했다. TF WIKI에서는 다크 에너존으로 흑화한 설정이였다고 써져있다.
붉은 표시가 칠한 것으로 변했다.
4,5편은 왠지 타임 패러독스로 변한 세계관 같다. 옵티머스의 대사를 들어보면 매트릭스와 올스파크 언급도 없다. 
옵티머스 프라이멀 맥시멀의 대장이다.
30세기에서 온 사이버트로니안
어떻게 보면 또다른 프라임이기도 하면서 
오토봇의 후손이다. 최후의 기사에 나오려고 하다가 취소가 되고 리부트가 된 범블비 후속작인 비스트의서막에서 나온다.

## 트리비아
옵티머스 프라임 모델은 원작 성우 피터 쿨렌의 형 래리 쿨렌이다. 실사영화 옵티머스 프라임 얼굴 모델은 리암 니슨이다.
리부트가 된 범블비 영화에서 옵티머스 프라임얼굴 모델은 G1 1984 디자인이다.

## 성우
피터 컬런이 아닌 다른 성우들이 맡았던 작품만 작성되어 있다.
- 유니크론 트릴로지 - 개리 초크
- 트랜스포머 애니메이티드 - 데이비드 케이
- 트랜스포머 사이버버스 - 제이크 틸먼